# Sophie Hilbrand
Sophie Hilbrand, née le 5 octobre 1975 à Alkmaar, est une actrice et présentatrice de radio néerlandaise.

## Filmographie
2007 Zomerhitte rôle de Kathleen